# Zağalı
Zağalı är en ort i Azerbajdzjan.   Den ligger i distriktet Dashkasan Rayon, i den västra delen av landet, 300 km väster om huvudstaden Baku. Zağalı ligger 1 599 meter över havet och antalet invånare är 401.
Terrängen runt Zağalı är huvudsakligen kuperad, men åt sydväst är den bergig. Närmaste större samhälle är Daşkəsən, 7,4 km norr om Zağalı. 
Trakten runt Zağalı består till största delen av jordbruksmark. Runt Zağalı är det ganska glesbefolkat, med 31 invånare per kvadratkilometer.